# Вожъёль
Вожъёль (устар. Веж-Ёль) — река в России, протекает в Сысольском районе Республики Коми.
Течёт на юго-восток по лесистой, болотистой местности. Крупных притоков и населённых пунктов на берегах не имеет. Устье реки находится в 57 км по левому берегу реки Большая Визинга. Длина реки составляет 10 км.

## Данные водного реестра
По данным государственного водного реестра России относится к Двинско-Печорскому бассейновому округу, водохозяйственный участок реки — Вычегда от истока до города Сыктывкар, речной подбассейн реки — Вычегда. Речной бассейн реки — Северная Двина.
Код объекта в государственном водном реестре — 03020200112103000019546.